# Тані бін Джассім (стадіон)
Стадіон Тані бін Джасім (араб. ملعب ثاني بن جاسم), також відомий як стадіон Аль-Гарафа, — багатоцільовий стадіон у районі Аль-Гарафа міста Доха, Катар. Зараз він використовується в основному для футбольних матчів. Там грають Аль-Гарафа СК і Умм Салал СК. Стадіон вміщує 21 175 осіб і був побудований у 2003 році. Стадіон приймав матчі Кубка Азії 2011 року та інші міжнародні змагання.

## Історія
У листопаді 2021 року Азійська конфедерація футболу підтвердила, що матчі кваліфікації чемпіонату світу з футболу 2022 Ірак проти Сирії та Південної Кореї будуть зіграні на цьом стадіоні.
У рамках заявки Катару на проведення Чемпіонату світу з футболу 2022 року стадіон планувалося розширити до 44 740 місць і перебудувати з фасадом у кольори прапорів світу. Модульна конструкція другого ярусу мала забезпечити можливість легкого розбирання після чемпіонату світу. Розширення не відбулося, і інші місця прийматимуть ігри на Катарі 2022.